# Турки, Алессандро
Алессандро Турки (итал. Alessandro Turchi; 1578, Верона — 22 января 1649, Рим) — итальянский живописец эпохи раннего барокко. Имел прозвание «Алессандро Веронезе» (Alessandro Veronese), поскольку был родом из Вероны, а также уменьшительное «Медвежонок» (L’Orbetto).

## Жизнь и творчество
Алессандро Турки был учеником веронского живописца Феличе Брузасорци. В 1603 году начал работать самостоятельно. В 1610 году написал алтарную картину для веронской церкви Святого Луки, в 1612 году получил заказ от веронской гильдии ювелиров на другую алтарную картину — «Мадонна и святые» (не сохранилась). После смерти учителя в 1605 году Алессандро покинул его мастерскую и уехал в Венецию.
Около 1614 года Алессандро переехал в Рим, где оставался до самой смерти. Под руководством Карло Сарачени участвовал в создании фресок Королевского зала Квиринальского дворца. Замеченный кардиналом Шипионе Боргезе, он написал для него «Христос у Марии Магдалины», а также «Ангелы» и «Воскрешение Лазаря» (ныне в Галерее Боргезе в Риме).
Кардинал поручил ему работу по украшению своей виллы в Мондрагоне (он заказал алтарную картину, местонахождение которой до сих пор не установлено) и казино дель Барко. Алессандро написал картину «Святое семейство» для капеллы базилики Сан-Лоренцо-ин-Лучина. Капелла принадлежала князьям Оттобони, герцогам Фиано (семье папы Александра VIII), которые владели ею по папскому указу.
Его самым важным покровителем был маркиз Гаспаре Герардини, «художественный агент» королевы Кристины Шведской, который заказал ему, среди прочего, алтарную картину «Поклонение волхвов» для капеллы Сан-Джузеппе-даль-Понте-дель-Ольмо-ин-Монторио (Верона), которая впоследствии перешла к семье Спаравиери и сейчас находится в музее Кастельвеккьо в Вероне.
В 1623 году Алессандро женился на Лючии Сан-Джулиано, от которой у него было много детей. В 1640 году его дочь Чечилия вышла замуж за художника Джачинто Джиминьяни, в работах которого прослеживаются явные отсылки к работам тестя.
В Риме искусство Алессандро Турки развивалось под влиянием творчества болонских академистов Карраччи, Караваджо и Гвидо Рени, при этом художник смягчал игру светлых и тёмных тонов в духе изученной им венецианской школы живописи. При этом выше других он ставил Тинторетто.
В 1619 году он написал алтарную картину «Сорок мучеников Севастийских» для капеллы церкви Санто-Стефано в Вероне. Затем выполнил ещё ряд заказов для римских церквей («Бегство в Египет», «Святое семейство», «Святой Карл Борромей»). В 1621 году Алессандро Турки создал по заказу французского кардинала Франсуа де Сурдиса картину «Воскресение Христа» (ныне в кафедральном соборе Бордо). В том же году закончил картины «Святой Карл Борромей» и «Мадонна во Славе» для римской церкви Сан-Сальваторе.
Последние годы жизни Алессандро Турки были отмечены успехами: в 1637 году он был назначен принцепсом Академии Святого Луки, а в 1638 году стал членом Папской академии литературы и изящных искусств виртуозов Пантеона. Его картины приобретали многие знаменитые современники, и среди них кардиналы Ришельё и Мазарини, король Франции Людовик XIV и штатгальтер Нидерландов Вильгельм III Оранский.
Он много работал над «кабинетными картинами» небольшого формата, представляющими исторические сюжеты, которые он часто писал на чёрном мраморе или сланце. Среди его учеников известны Джованни Ческини и Джованни Баттиста Росси (il Gobbino), работавшие в Вероне, они часто выполняли копии работ своего учителя, которые принимались за оригиналы.

## Галерея

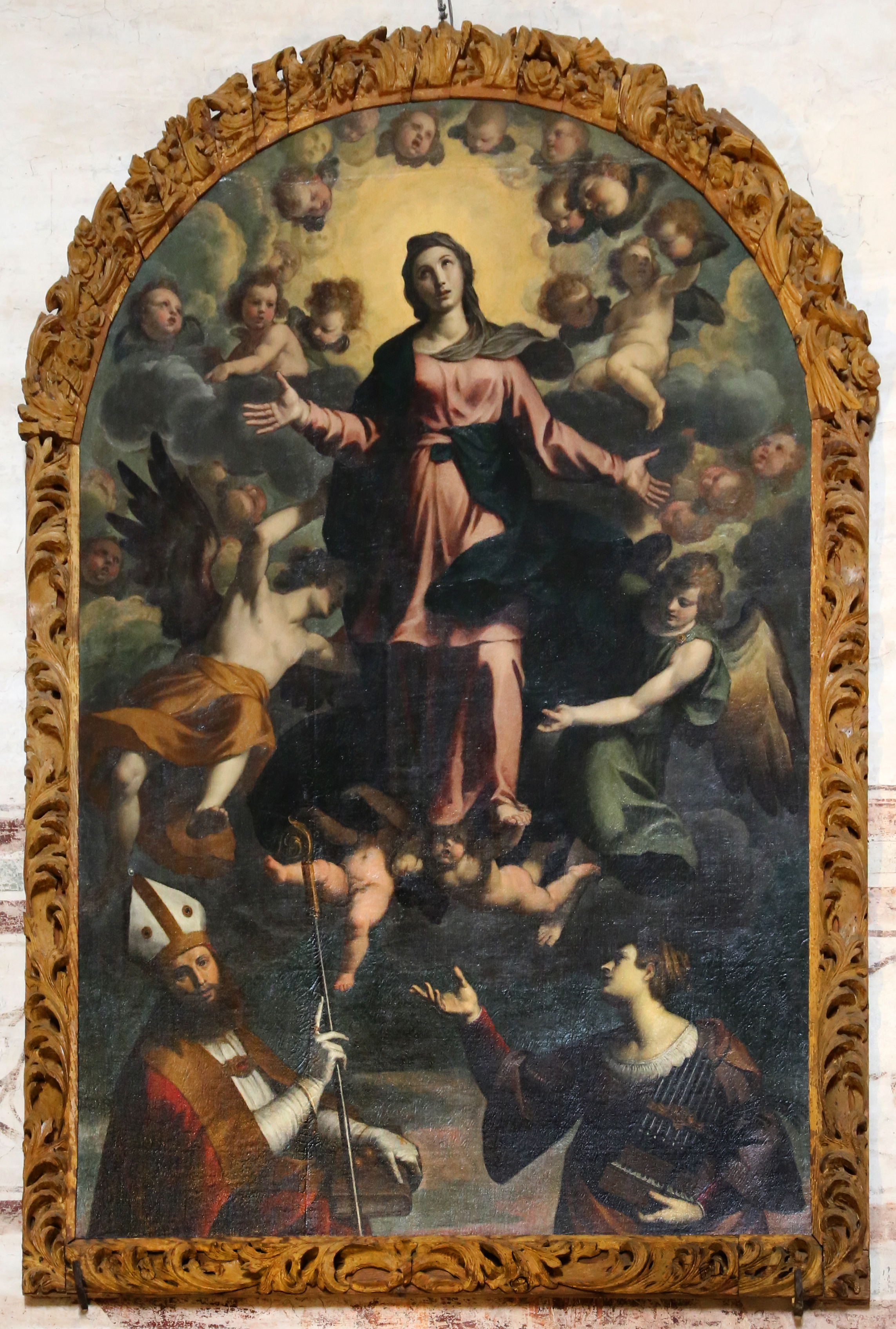
Ассунта (Вознесение Девы Марии) со святыми Николаем и Чечилией. Церковь Санта-Анастасия, Верона
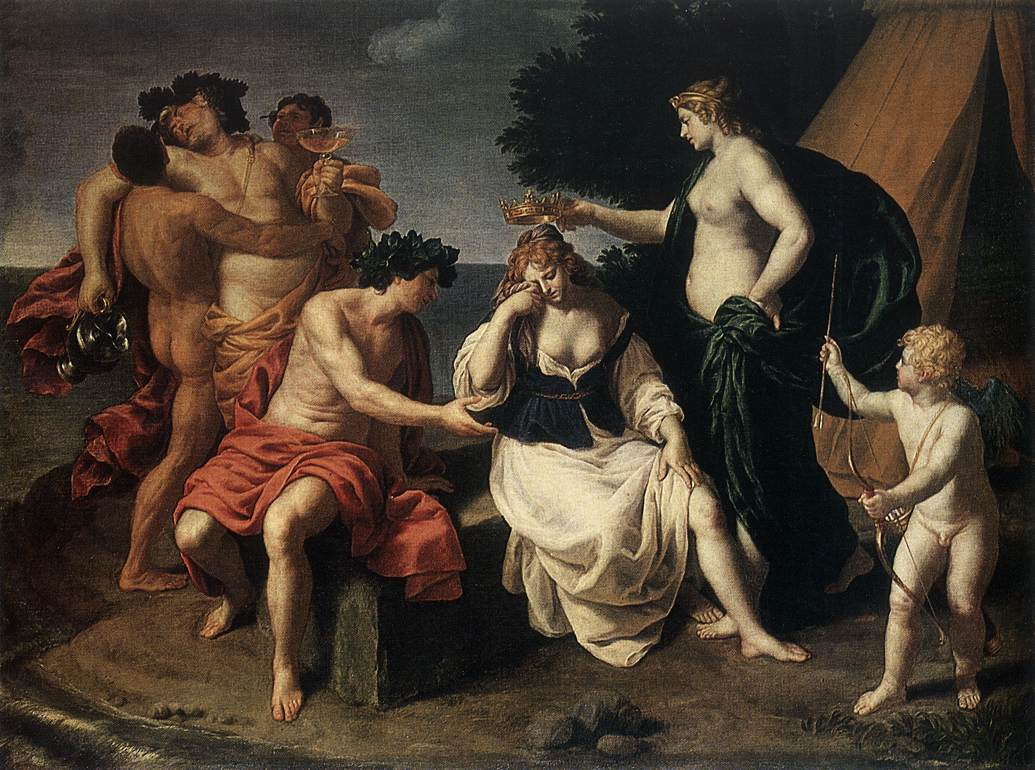
Бахус и Ариадна. Между 1630 и 1632. Холст, масло. Государственный Эрмитаж, Санкт-Петербург
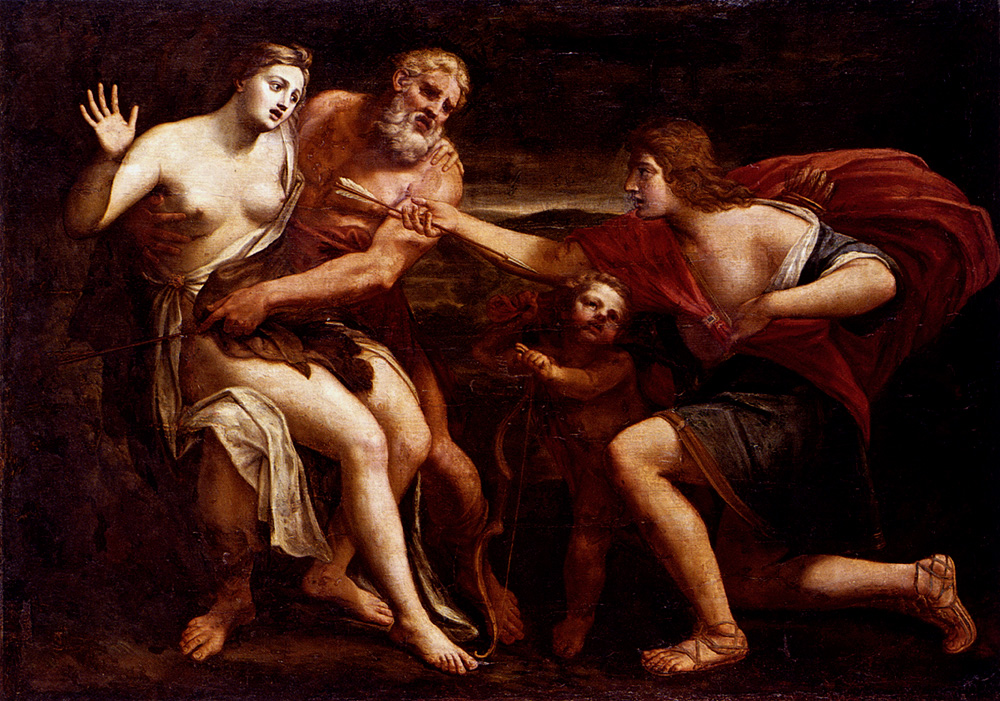
Кефал и Прокрида. Частное собрание
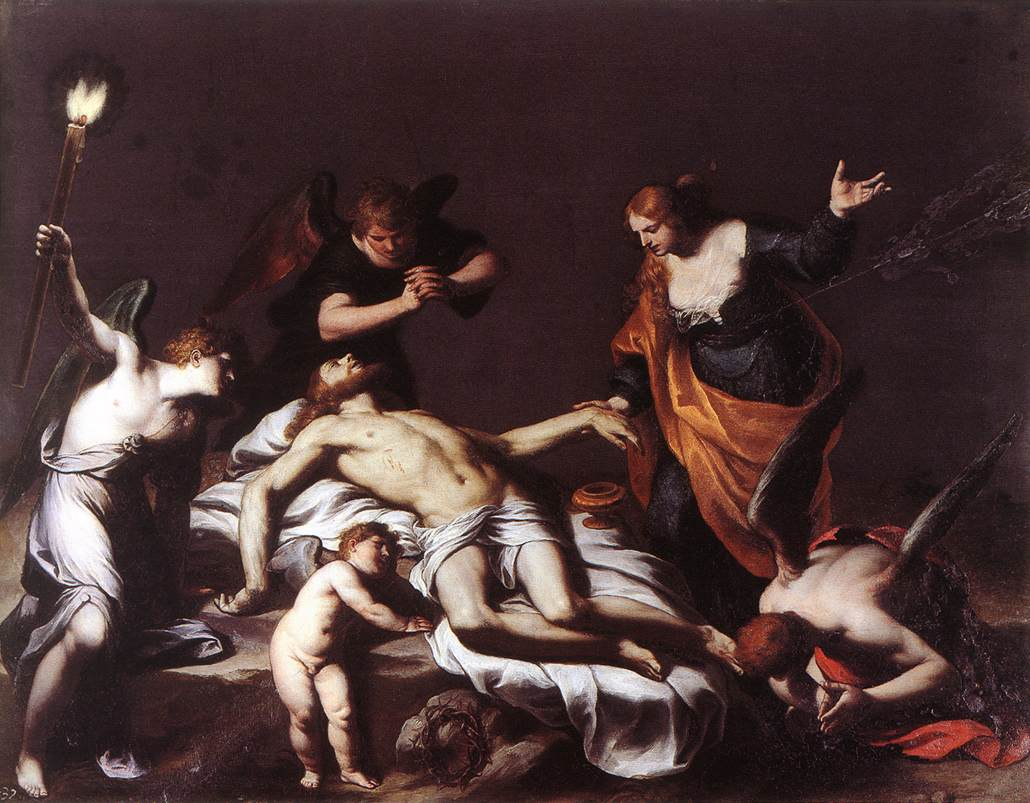
Оплакивание Христа. 1617. Сланец, масло. Галерея Боргезе, Рим
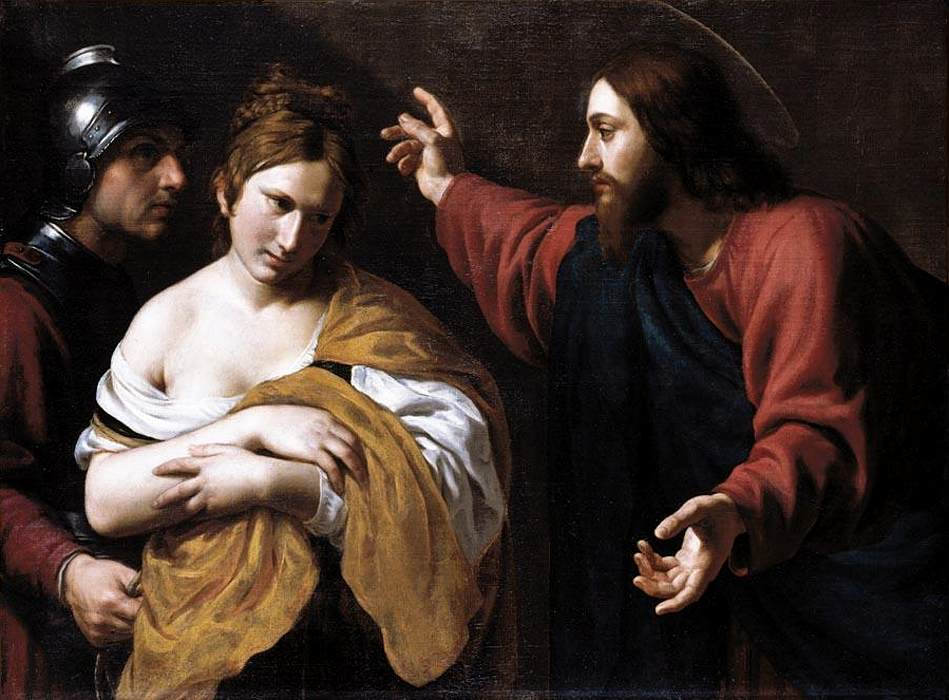
Христос и женщина, взятая за прелюбодеяние. Между 1600 и 1649. Холст, масло. Частное собрание
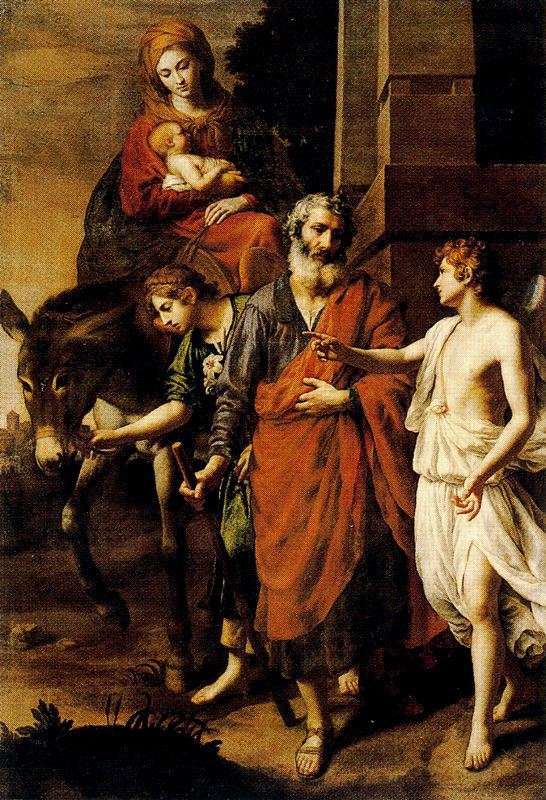
Бегство в Египет. Между 1630 и 1633. Холст, масло. Прадо, Мадрид
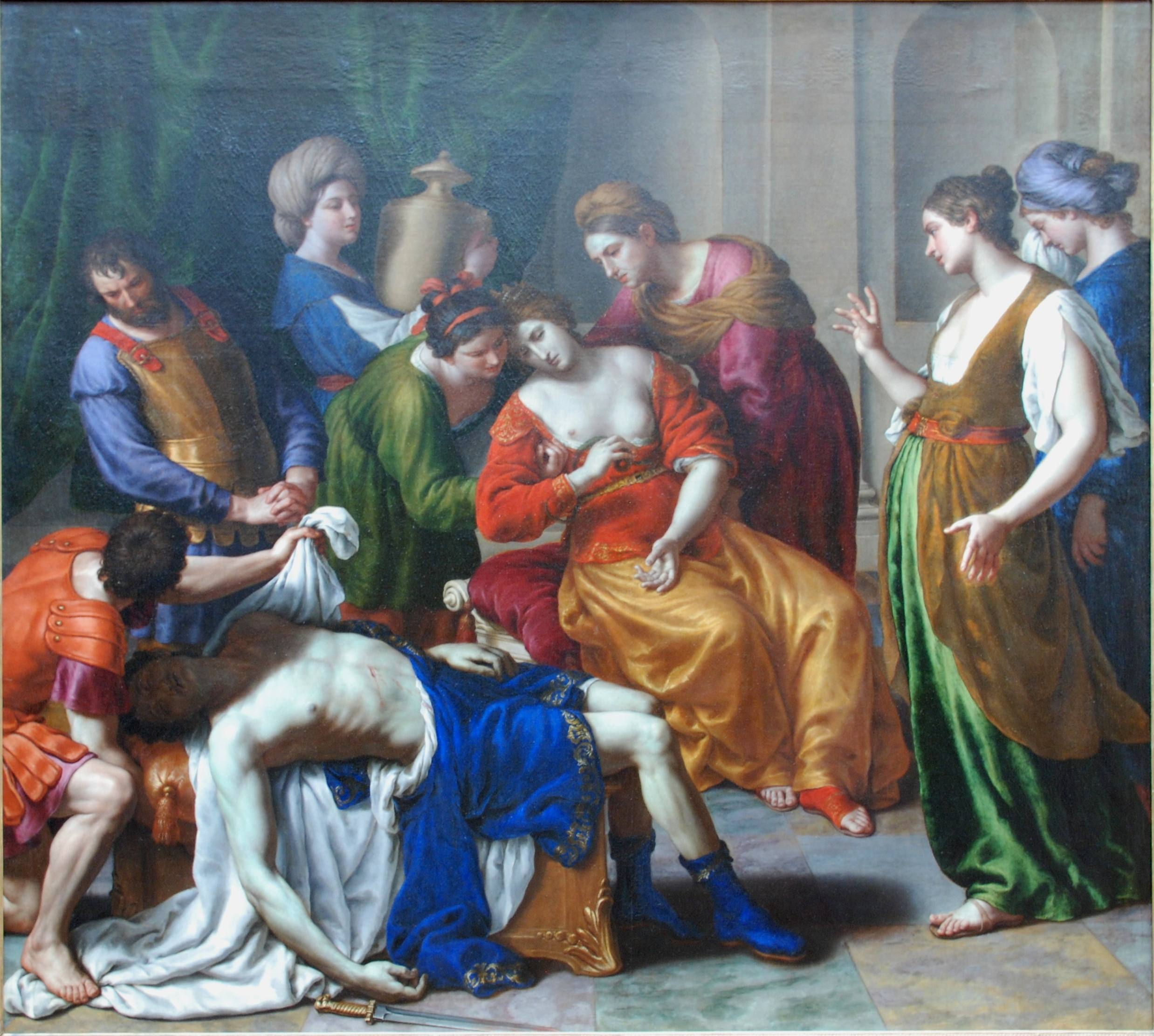
Смерть Клеопатры. Ок. 1640. Холст, масло. Лувр, Париж
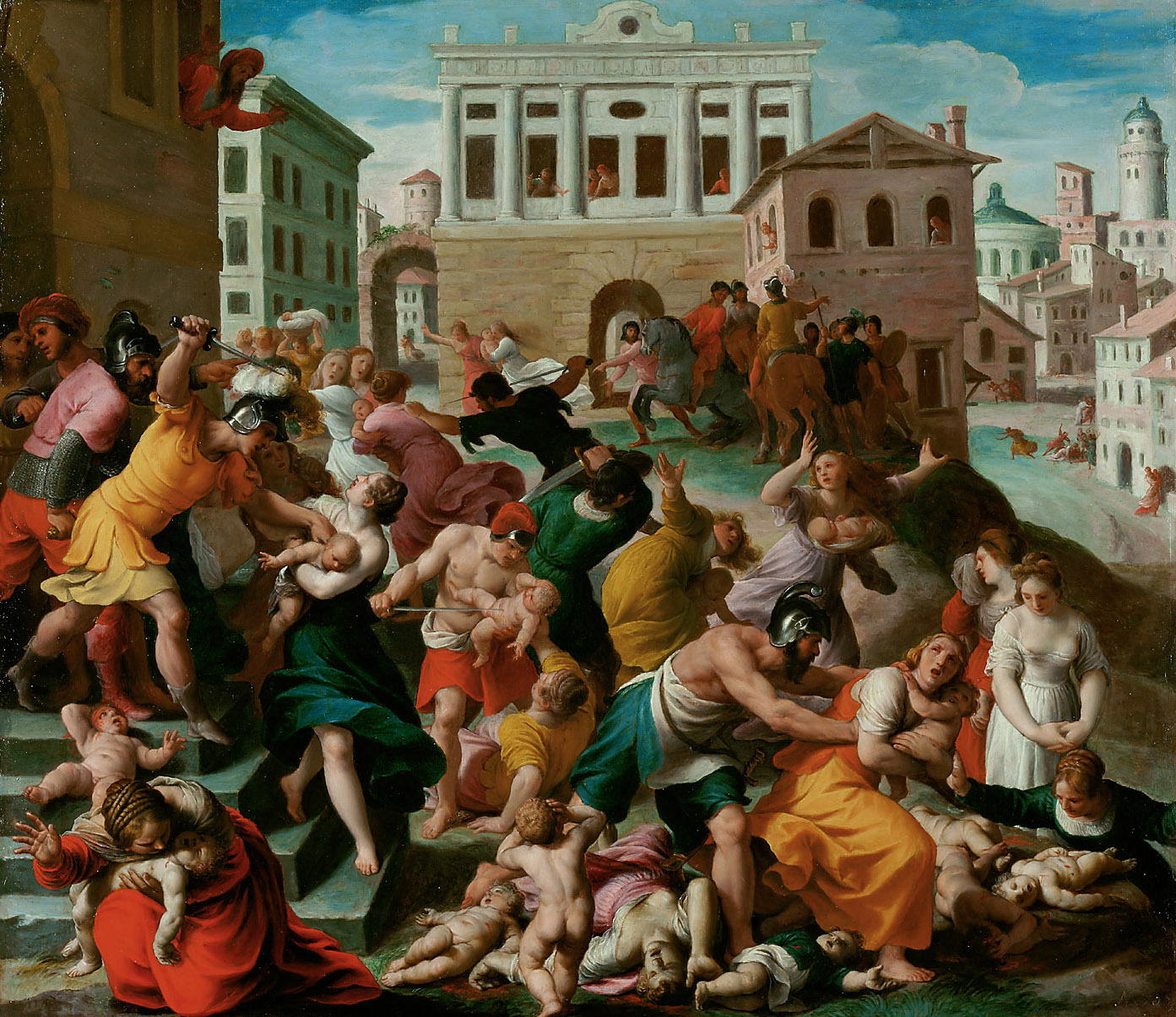
Вифлеемское избиение младенцев. Между 1610 и 1615. Холст, масло. Музей истории искусств, Вена
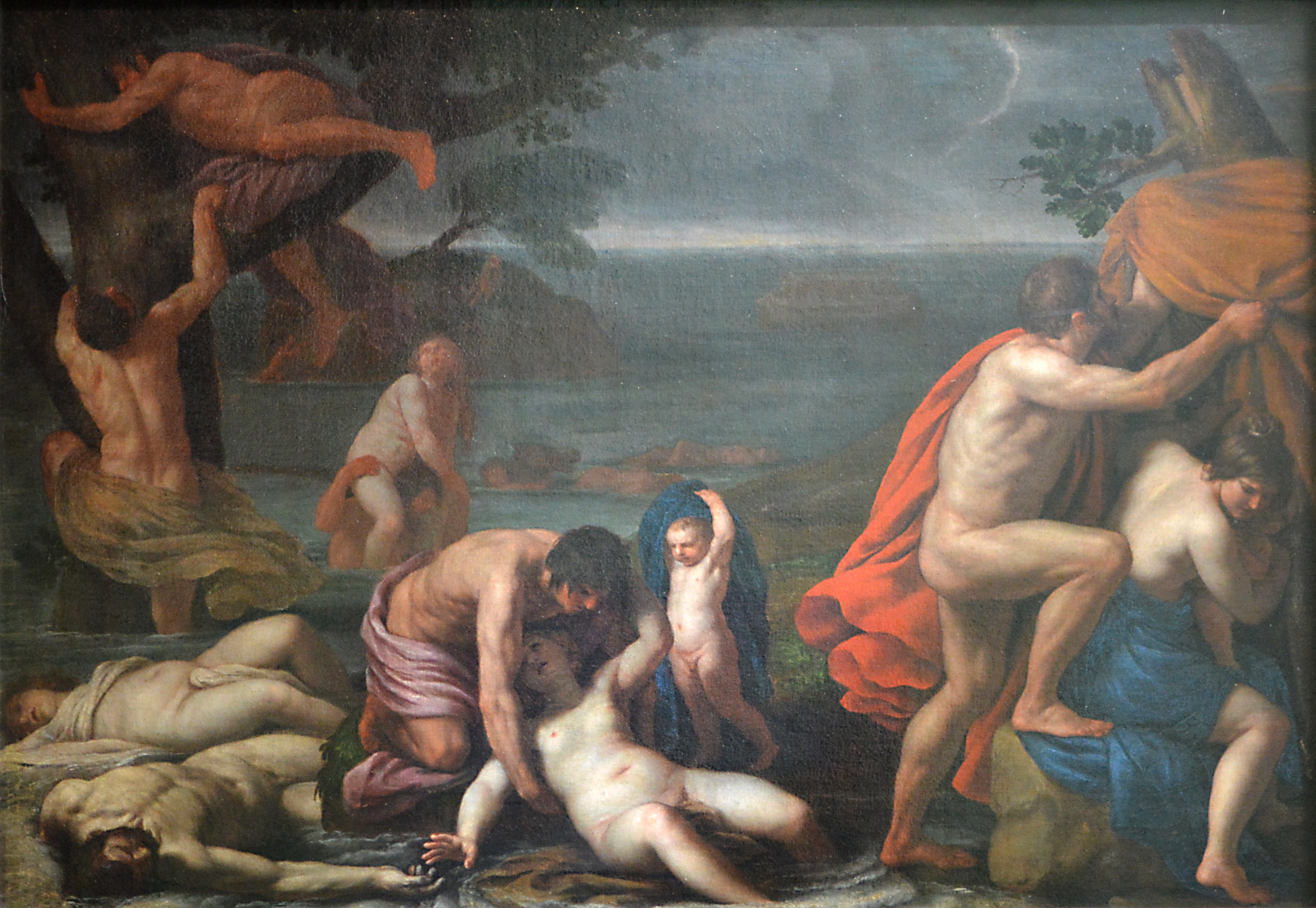
Потоп. Холст, масло. Лувр, Париж
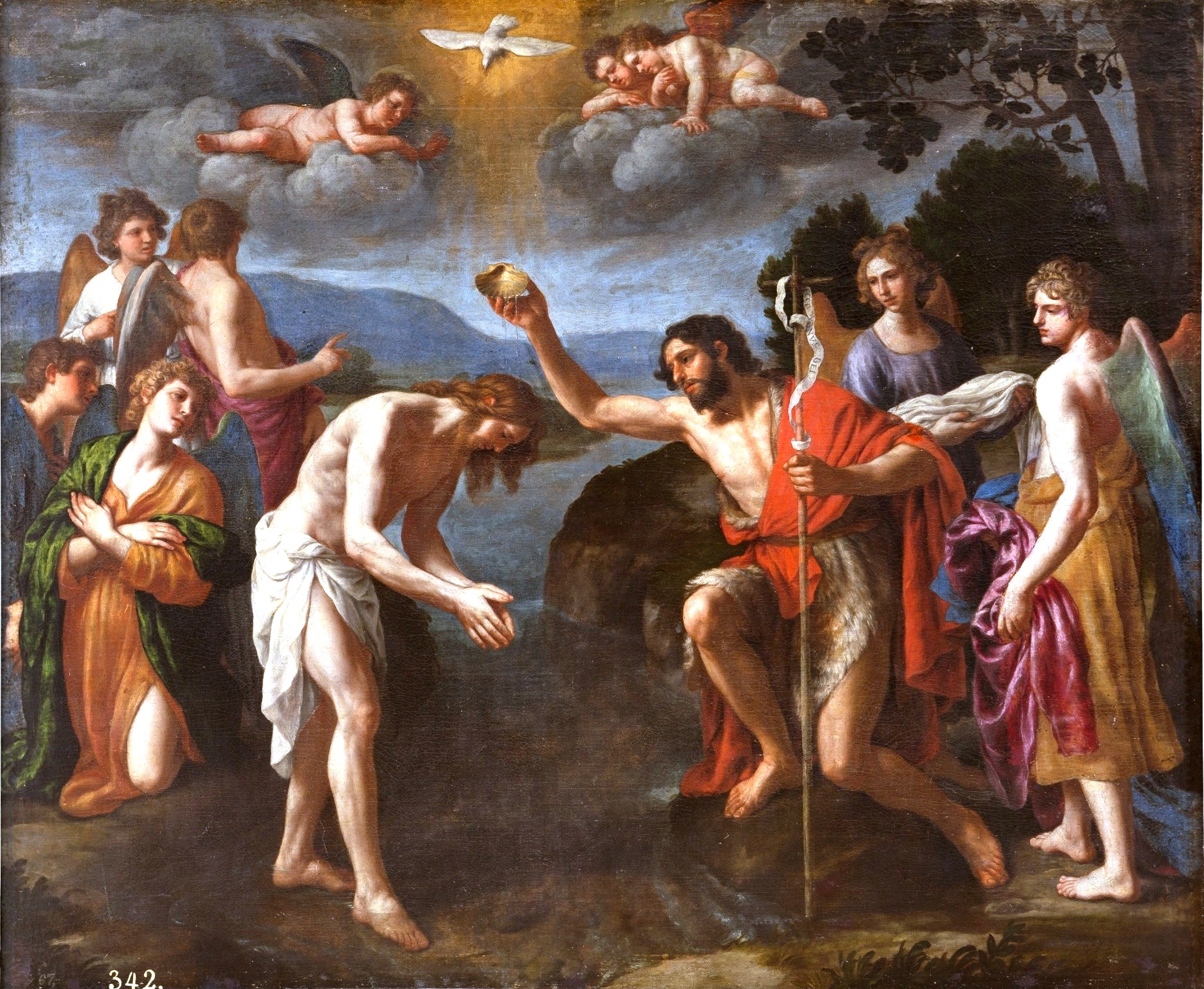
Крещение Христа. Между 1630 и 1649. Холст, масло. Прадо, Мадрид
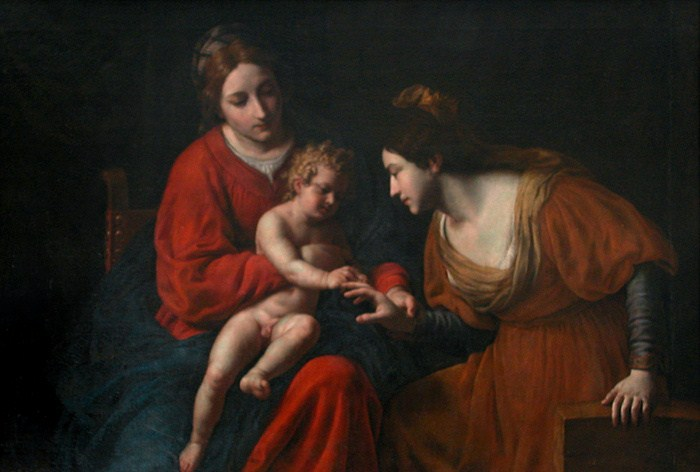
Мистическое обручение Святой Екатерины Александрийской. Между 1500 и 1700. Холст, масло. Лувр, Париж
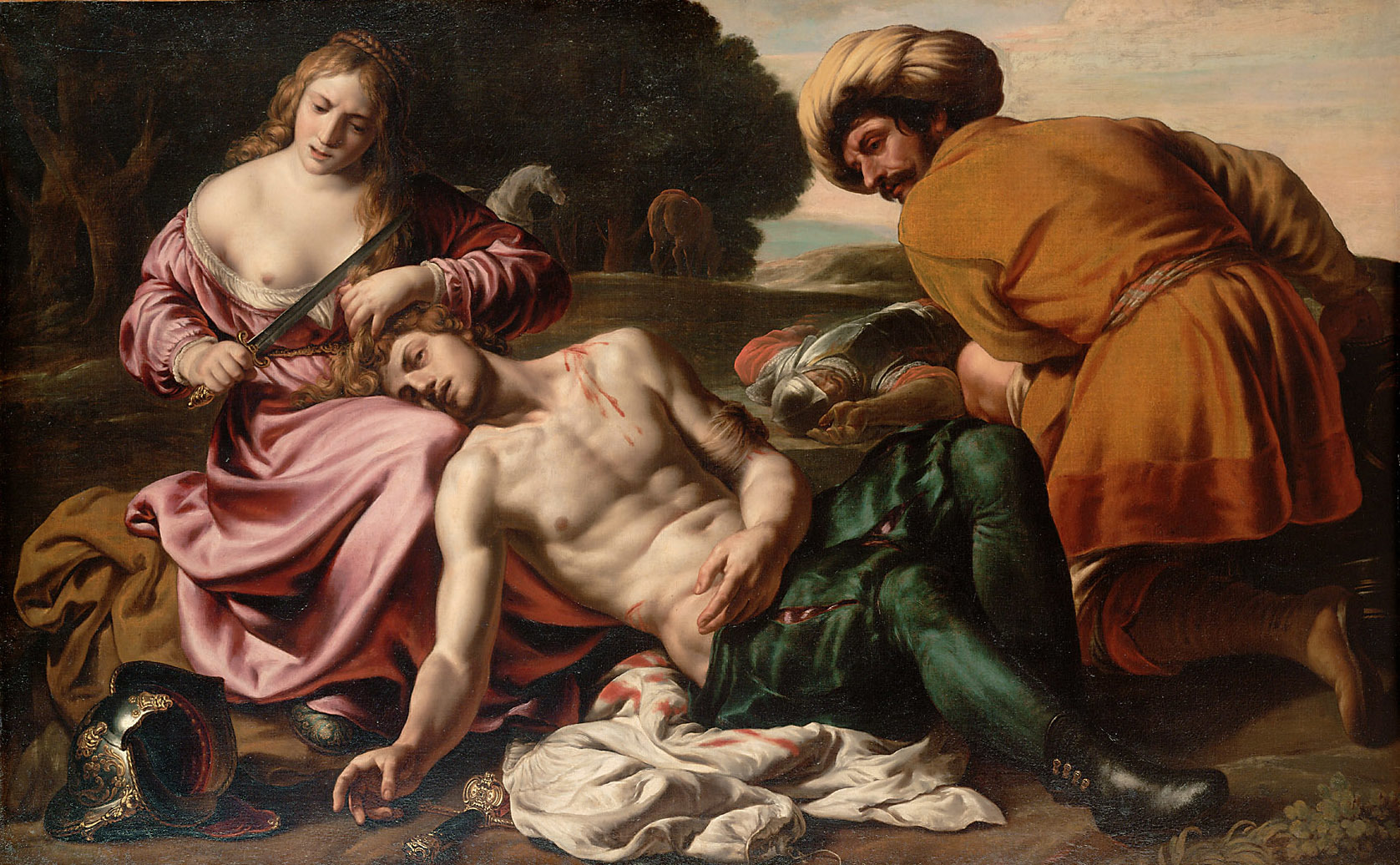
Эрминия находит раненого Танкреда. Ок. 1630. Холст, масло. Музей истории искусств, Вена